# Karel Zois
Karel Zois s polnim imenom Karel Filip Evgen Zois, baron Edelsteinski, slovenski botanik, * 18. november 1756, Ljubljana, † 29. oktober 1799, Trst.

## Življenje in delo
Karel Zois, brat Žige Zoisa, rojen v Ljubljani veletrgovcu M. Zoisu, umrl v Trstu za možgansko kapjo, se je šolal verjetno podobno kot njegovi bratje. Med drugim je bil gotovo na visoki šoli v Gradcu. K. Zois je bil eden prvih raziskovalcev kranjskega alpskega rastlinstva. Zbral je herbarij z okoli 2100 primerki. V glavnem je živel na gradu Brdo pri Kranju in na Javorniku pri Jesenicah. V letih 1785–1790 je na Brdu urejal grajski park, sadil domača in tuja drevesa ter alpske rastline. Ta nasad je prvi botanični vrt na Slovenskem. Zbiral je tudi slovenska imena rastlin. Bil je v stikih s takratnimi pomembnimi evropskimi botaniki. O svojem botaničnem delu Zois ni ničesar objavil. Podobno kot Žiga je samo pošiljal posušene ali žive rastline znancem, zlasti prijateljema F. X. Wulfnu v Celovec in N. T. Hostu na Dunaj, ki sta jih določala.
Po njem se imenujeta zoisova zvončnica (Campanula zoysii) in zoisova vijolica (Viola zoysii) ter rod tropskih trav Zoysia. Ker je raziskoval alpsko visokogorje, je po njem imenovana tudi Zoissova koča na Kokrskem sedlu.